# Weili Zhang
Zhang Weili (Handan, Hebei, China; 13 de agosto de 1989) es una artista marcial mixta china que actualmente compite en la categoría de peso paja femenino de Ultimate Fighting Championship, donde ha sido campeona en dos ocasiones. Actualmente, Zhang es la campeona peso paja femenino  de UFC y desde el 22 de agosto de 2023, Weili Zhang se encuentra en la posición #2 en el ranking del libra por libra femenino de UFC.

## Primeros años
Zhang nació en Handan, Hebei , China. Su padre es un minero jubilado y su madre es ama de casa. Tiene un hermano mayor, que renunció a su trabajo como comerciante de oro para apoyar la carrera de Zhang, y ahora trabaja en el gimnasio donde ella entrena. 
Comenzó a entrenar artes marciales a una edad temprana, comenzando a los 6 años con Shaolin Kung Fu bajo la tutela de un maestro local, luego de inspirarse en las películas de Kung Fu.  En la escuela primaria, practicó muchos deportes, incluidos atletismo, fútbol y tenis de mesa. Cuando tenía 12 años, sus padres la enviaron a una escuela especializada en artes marciales en Handan, donde comenzó a entrenar en Sanda y en un estilo de lucha chino llamado Shuai jiao.  Después de ganar campeonatos de Sanda de la provincia de Hebei varias veces, fue seleccionada para el equipo Sanda de la provincia de Jiangsu, sin embargo, una lesión recurrente en la espalda sufrida durante el entrenamiento la obligó a abandonar el deporte antes de tiempo. 
A los 17 años se mudó a Beijing, donde trabajó en varios trabajos ocasionales: cajera en un supermercado, maestra de jardín de infantes, guardia de seguridad y recepcionista de hotel.  En 2010 encontró trabajo en un gimnasio local de Beijing como instructora de fitness y se le permitió usar su equipo de forma gratuita después de que el gimnasio cerrara por las noches. Durante ese tiempo, también practicaba jiu-jitsu brasileño , después de ver a otros luchar allí. Más tarde pasó a trabajar en una recepción, donde conoció a luchadores que entrenaban en el gimnasio, uno de ellos su ídolo Wu Haotian, pionero del MMA chino. Después de que se conocieron en 2012, Haotian la llevó al Black Tiger Fight Club. Allí, el entrenador Cai Xuejun se fijó en ella, quien reconoció su potencial y comenzó a entrenarla en MMA. 
En un programa de televisión chino en diciembre de 2019, mencionó que la superestrella de acción de Hong Kong, Donnie Yen, fue su inspiración para competir en MMA, y que el largometraje de Donnie Yen de 2007, Flashpoint , fue su primera introducción al deporte de MMA.  También le dio crédito a Ronda Rousey, y particularmente a su pelea con Liz Carmouche en 2013, por darle la motivación para dejar su trabajo y dedicarse a las MMA a tiempo completo. 

## Carrera de artes marciales mixtas

### Carrera temprana
Zhang hizo su debut profesional en AMM en 2013. Después de perder en su debut profesional ante Meng Bo por decisión unánime, ganó 11 peleas consecutivas antes de desafiar a Simone Duarte por el Campeonato de peso de paja femenino Kunlun Fight el 25 de mayo de 2017, en Kunlun Fight MMA 11. Ganó la pelea por la vía del TKO en la segunda ronda.
Zhang hizo su primera defensa del título contra Aline Sattelmayer el 1 de junio de 2017, en Kunlun Fight MMA 12. Ganó la pelea por decisión unánime.
El 22 de julio de 2017, Zhang intentó ganar un segundo título, cuando desafió a Seo Ye-dam (서 예담) por el vacante Campeonato de Peso Paja femenino de Top FC en TOP FC 15. Ganó la pelea por TKO en la segunda ronda, consiguiendo así el título.
En su próximo combate, Zhang hizo su segunda defensa del título de KLF 28 de agosto de 2017, en Kunlun Fight MMA 14 contra Marilia Santos. Ganó la pelea por TKO en la segunda ronda.
Zhang pelearía una vez más por KLF, acumulando un récord de 16-1 y aumentando su racha de victorias a 16 antes de firmar con la UFC.

### Ultimate Fighting Championship
Zhang hizo su debut el 4 de agosto de 2018, en UFC 227 contra Danielle Taylor. Ganó la pelea por decisión unánime.
El 24 de noviembre de 2018, Zhang se enfrentó a Jessica Aguilar en UFC Fight Night: Blaydes vs. Ngannou 2. Ganó la pelea por sumisión en la primera ronda.
Zhang se enfrentó a Tecia Torres el 3 de marzo de 2019, en UFC 235. Ganó la pelea por decisión unánime.

#### Campeonato de peso paja de UFC
Zhang se enfrentó a Jéssica Andrade por el Campeonato de Peso Paja de Mujeres de UFC el 31 de agosto de 2019, en UFC on ESPN+ 15. Ganó la pelea por nocaut técnico en la primera ronda para convertirse en la nueva campeona. La victoria también le valió a Zhang su primer premio a la Actuación de la Noche.
En la primera defensa de su título, Zhang tenía previsto enfrentarse a la excampeona de peso paja de UFC, Joanna Jędrzejczyk el 7 de marzo de 2020 en UFC 248. Zhang mudó su campamento de entrenamiento de China a Tailandia y luego se mudó a Dubái debido a las preocupaciones sobre el brote de coronavirus 2019-20, que había infectado a más de 20.000 en China, como lo estipulan las normas de la TSA, se impuso una cuarentena de dos semanas para que cualquier ciudadano no estadounidense tenga acceso a los Estados Unidos si recientemente hubiera estado en China. Después de múltiples intentos fallidos de obtener una visa para pelear en los eventos de UFC en los EE. UU., el 19 de febrero de 2020, Zhang recibió la visa. Ganó la pelea por decisión dividida, lo que marcó su primera defensa exitosa del título. Tras la victoria, recibió su primer premio a la Pelea de la Noche. Posteriormente, ambas combatientes recibieron una suspensión médica de dos meses que expira el 5 de mayo, con una cláusula de combate sin contacto hasta el 22 de abril.
En la segunda defensa de su título, Zhang se enfrentó a la ex campeona de peso paja Rose Namajunas el 24 de abril de 2021 en UFC 261.  Ella perdió la pelea por nocaut al comienzo del primer asalto después de ser atrapada con una patada en la cabeza. 

### Reinado posterior al título y segunda oportunidad por el título
Una revancha entre Zhang y Namajunas por el Campeonato de Peso Paja Femenino de UFC tuvo lugar el 6 de noviembre de 2021 en UFC 268.  Después de una pelea de ida y vuelta, Weili perdió la pelea por decisión dividida.  14 de 22 puntuaciones de los medios se lo dieron a Namajunas. 
La revancha entre Zhang y Joanna Jędrzejczyk tuvo lugar el 11 de junio de 2022 en UFC 275.  Para esta pelea, Zhang entrenó en el gimnasio Bangtao Muay Thai & MMA en Tailandia y trabajó con Josh Hinger. Zhang ganó la pelea por nocaut con un puño giratorio hacia atrás en el segundo asalto.  Esta victoria le valió el premio Actuación de la noche  y los premios "Fan Bonus of the Night" de Crypto.com pagados en bitcoins de 10.000 dólares estadounidenses por el tercer lugar. 
Zhang se enfrentó a la actual campeona Carla Esparza por el Campeonato de peso paja femenino de UFC el 12 de noviembre de 2022 en UFC 281.  Zhang ganó la pelea y recuperó el campeonato mediante una sumisión de estrangulamiento trasero desnudo en el segundo asalto.  Esta victoria le valió el premio Actuación de la noche .  Zhang fue ascendida a cinturón marrón en Jiu-Jitsu brasileño después de su victoria. 
A continuación, Zhang defendió su título contra Amanda Lemos el 19 de agosto de 2023 en UFC 292.  Ella derrotó a Lemos por decisión unánime después de una actuación dominante, con Zhang venciendo a Lemos 296-29, el mayor diferencial para una pelea de mujeres en la historia de UFC.  La contundente victoria también le valió a Zhang su cuarto premio a la Actuación de la Noche. 
Está previsto que Zhang se enfrente a Yan Xiaonan el 13 de abril de 2024 en UFC 300. 

## Emprendimientos
En mayo de 2020, se anunció que Zhang se convirtió en embajadora de la marca de cosméticos Estée Lauder en China y fue elegida como rostro de su nueva línea de maquillaje Double Wear.  En el mismo año, apareció en un comercial de Audi.  En 2021, fue nombrada embajadora global de la empresa de tecnología de recuperación Hyperice.  También tenía acuerdos de patrocinio con las marcas de ropa Under Armour y Heilan Home , la empresa de comercio electrónico JingDong y la empresa de bebidas alcohólicas Wusu Beer. 

## Campeonatos y logros
- Ultimate Fighting Championship
  - Campeona de Peso Paja de UFC (Dos veces, Campeona actual). [45]
    - Una defensa exitosa del título (primer reinado)
    - Dos defensas exitosas del título (Segundo reinado)
    - Segundo lugar en mayor número de victorias en peleas por el título en la historia de la división de peso paja femenino de UFC (5) [46]
    - Primer campeón chino en la historia de UFC

  - Pelea de la Noche (una vez) vs. Joanna Jędrzejczyk 1 [19]
    - UFC honra la pelea del año 2020 vs. Joanna Jędrzejczyk 1[47]
    - UFC.com pelea del año 2020 vs. Joanna Jędrzejczyk 1 [48]

  - Actuación de la Noche (cuatro veces) vs. Jéssica Andrade, Joanna Jędrzejczyk 2, Carla Esparza & Amanda Lemos [49][29][33][36]
    - UFC honra la actuación del año 2022 contra Joanna Jędrzejczyk 2 [50]
    - Premios semestrales 2022: Mejor nocaut del 1HY vs. Joanna Jędrzejczyk 2 [51]
    - Cuarto lugar con mayor cantidad de bonificaciones posteriores a la pelea en la historia de la división de peso paja femenino de UFC (5) [46]

  - Mayor diferencial de golpes en una pelea en la historia de UFC Femenina (288:21) (contra Amanda Lemos) [52]
  - Los golpes terrestres más importantes se dieron en una pelea de peso paja femenino de UFC (96) (vs. Amanda Lemos ) [53]
    - La mayoría de los golpes totales al suelo aterrizaron en una pelea de peso paja femenino de UFC (225) (vs. Amanda Lemos ) [53]

  - La mayoría de los strikes totales llegaron en una pelea de peso paja femenino de UFC (296) (vs. Amanda Lemos ) [53]

## Récord en artes marciales mixtas
| Resultado | Récord | Oponente               | Método                           | Evento                                 | Fecha                    | Ronda | Tiempo | Localización            | Notas |
| --------- | ------ | ---------------------- | -------------------------------- | -------------------------------------- | ------------------------ | ----- | ------ | ----------------------- | --- |
| Victoria  | 26-3   | Tatiana Suarez         | Decisión (unánime)               | UFC 312                                | 8 de febrero de 2025     | 5     | 5:00   | Sydney, Australia       | Defendió el Campeonato de Peso Paja de Mujeres de UFC                                                                         |
| Victoria  | 25-3   | Yan Xiaonan            | Decisión (unánime)               | UFC 300                                | 13 de abril de 2024      | 5     | 5:00   | Las Vegas, Nevada       | Defendió el Campeonato de Peso Paja de Mujeres de UFC                                                                         |
| Victoria  | 24-3   | Amanda Lemos           | Decisión (unánime)               | UFC 292                                | 19 de agosto de 2023     | 5     | 5:00   | Boston, Massachusetts   | Defendió el Campeonato de Peso Paja de Mujeres de UFC; (El mayor diferencial de golpeo total en una pelea de mujeres en UFC). |
| Victoria  | 23–3   | Carla Esparza          | Sumisión (Rear-Naked Choke)      | UFC 281                                | 12 de noviembre de 2022  | 2     | 1:05   | Nueva York, Nueva York  | Ganó el Campeonato de Peso Paja de Mujeres de UFC. Actuación de la Noche.                                                     |
| Victoria  | 22–3   | Joanna Jędrzejczyk     | KO (spinning backfist)           | UFC 275                                | 11 de junio de 2022      | 2     | 2:28   | Kallang, Singapur       | Actuación de la Noche. |
| Derrota   | 21–3   | Rose Namajunas         | Decisión (dividida)              | UFC 268                                | 6 de noviembre de 2021   | 5     | 5:00   | Las Vegas, Nevada       | Por el Campeonato de Peso Paja de Mujeres de UFC.                                                                             |
| Derrota   | 21–2   | Rose Namajunas         | KO (patada a la cabeza y golpes) | UFC 261                                | 24 de abril de 2021      | 1     | 1:18   | Jacksonville, Florida   | Perdió el Campeonato de Peso Paja de Mujeres de UFC.                                                                          |
| Victoria  | 21–1   | Joanna Jędrzejczyk     | Decisión (dividida)              | UFC 248                                | 7 de marzo de 2020       | 5     | 5:00   | Las Vegas, Nevada       | Defendió el Campeonato de Peso Paja de Mujeres de UFC; Pelea del año 2020, (Mejor pelea femenina en la historia de las MMA).  |
| Victoria  | 20–1   | Jéssica Andrade        | TKO (rodillazos y golpes)        | UFC Fight Night: Andrade vs. Zhang     | 31 de agosto de 2019     | 1     | 0:42   | Shenzhen                | Ganó el Campeonato de Peso Paja de Mujeres de UFC. Actuación de la Noche.                                                     |
| Victoria  | 19–1   | Tecia Torres           | Decisión (unánime)               | UFC 235                                | 2 de marzo de 2019       | 3     | 5:00   | Las Vegas, Nevada       | |
| Victoria  | 18–1   | Jessica Aguilar        | Sumisión (armbar)                | UFC Fight Night: Blaydes vs. Ngannou 2 | 24 de noviembre de 2018  | 1     | 3:41   | Beijing                 | |
| Victoria  | 17–1   | Danielle Taylor        | Decisión (unánime)               | UFC 227                                | 4 de agosto de 2018      | 3     | 5:00   | Los Ángeles, California | |
| Victoria  | 16–1   | Bianca Sattelmayer     | Sumisión (armbar)                | Kunlun Fight MMA 15                    | 3 de octubre de 2017     | 1     | 3:29   | Seoul                   | |
| Victoria  | 15–1   | Marilia Santos         | TKO (codazos)                    | Kunlun Fight MMA 14                    | 28 de agosto de 2017     | 2     | 3:20   | Yantai                  | |
| Victoria  | 14–1   | Ye-dam Seo             | TKO (codazos y golpes)           | Top FC 15                              | 22 de julio de 2017      | 2     | 1:35   | Seoul                   | Ganó el vacante Campeonato de Peso Paja de Mujeres de Top FC.                                                                 |
| Victoria  | 13–1   | Aline Sattelmayer      | Decisión (unánime)               | Kunlun Fight MMA 12                    | 1 de junio de 2017       | 3     | 5:00   | Yantai                  | |
| Victoria  | 12–1   | Simone Duarte          | TKO (golpes)                     | Kunlun Fight MMA 11                    | 25 de mayo de 2017       | 1     | 2:29   | Jining                  | Ganó el Campeonato de Peso Paja de Mujeres de KLF.                                                                            |
| Victoria  | 11–1   | Nayara Hemily          | Sumisión (guillotine choke)      | Kunlun Fight MMA 9                     | 25 de febrero de 2017    | 1     | 0:41   | Sanya                   | |
| Victoria  | 10–1   | Veronica Grenno        | TKO (rodillazos al cuerpo)       | Kunlun Fight MMA 8                     | 2 de enero de 2017       | 1     | 1:50   | Sanya                   | |
| Victoria  | 9–1    | Karla Benítez          | KO (golpe)                       | Kunlun Fight MMA 7                     | 15 de diciembre de 2016  | 1     | 2:15   | Beijing                 | |
| Victoria  | 8–1    | Maíra Mazar            | Sumisión (rear-naked choke)      | Kunlun Fight 53                        | 24 de septiembre de 2016 | 1     | 4:11   | Beijing                 | |
| Victoria  | 7–1    | Emi Fujino             | TKO (parada médica)              | Kunlun Fight 49                        | 7 de agosto de 2016      | 2     | 2:51   | Tokio                   | |
| Victoria  | 6–1    | Liliya Kazak           | KO (patada a la cabeza)          | Kunlun Fight 47                        | 10 de julio de 2016      | 2     | 4:13   | Nankín                  | |
| Victoria  | 5–1    | Alice Ardelean         | Sumisión (rear-naked choke)      | Kunlun Fight MMA 5/Top FC 11           | 22 de mayo de 2016       | 2     | 4:41   | Seoul                   | |
| Victoria  | 4–1    | Svetlana Gotsyk        | TKO (golpes)                     | Kunlun Fight 38 / Super Muaythai 2016  | 21 de febrero de 2016    | 2     | 2:29   | Pattaya                 | |
| Victoria  | 3–1    | Samantha Jean-Francois | TKO (golpes)                     | Kunlun Fight 35                        | 19 de diciembre de 2015  | 1     | 3:37   | Luoyang                 | |
| Victoria  | 2–1    | Mei Huang              | Sumisión (rear-naked choke)      | Chinese Kung Fu Championships          | 27 de octubre de 2014    | 1     | 0:40   | China                   | |
| Victoria  | 1–1    | Karina Hallinan        | Sumisión (armbar)                | Chinese Kung Fu Championships          | 17 de abril de 2014      | 1     | 1:56   | China                   | |
| Derrota   | 0–1    | Bo Meng                | Decisión (unánime)               | China MMA League                       | 9 de noviembre de 2013   | 2     | 5:00   | Xuchang                 | |